# Мама Роза (фільм, 1991)
«Мама Роза» — радянський художній фільм 1991 року, знятий режисером Айханом Чатаєвим на студії «Казахфільм».

## Сюжет
Історія взаємин хлопчика та його прийомної матері-старенької інтерпретована в чистих, трохи ностальгічних, старомодно-старих тонах. Трагікомізм ситуацій, породжених любов'ю, жалістю, смутком та ненавистю зрештою зводиться до трагедії.

## У ролях
- Аміна Умурзакова — мама Роза
- Жюль Тапсу — Аман
- Раїса Саєд-Шах — роль другого плану
- І. Оспанов — роль другого плану
- Володимир Даниленко — клоун
- Гульшад Омарова — роль другого плану
- Л. Демазі — роль другого плану
- А. Мармантов — роль другого плану
- А. Енголі — роль другого плану
- Е. Мурзагалієв — роль другого плану
- В. Зеккі — роль другого плану
- Жайик Сиздиков — роль другого плану
- А. Жильцов — роль другого плану
- Л. Кулагіна — роль другого плану
- Л. Мухіна — роль другого плану
- Людмила Машутинська — роль другого плану
- Руслан Галієв — роль другого плану
- Павло Псомізяді — роль другого плану
- Махмуд Койчуманов — роль другого плану
- Даулет Каптін — роль другого плану
- Далер Каптін — роль другого плану

## Знімальна група
- Режисер — Айхан Чатаєва
- Сценаристи — Айхан Чатаєва, Зауреш Єргалієва
- Оператор — Сапар Койчуманов
- Художник — Руслан Фатіков